# На западния фронт нищо ново (филм)
На западния фронт нищо ново (на английски: All Quiet on the Western Front) е американски епичен военен филм от 1930 г., основан на романа на Ерих Мария Ремарк със същото име. Режисьор е Луис Майлстоун.
Филмът получава широко признание в Съединените щати. Считан за реалистично и брутално представяне на картината на Първата световна война, той е включен в списъка на Американския филмов институт „100 години ... 100 филма“ през 1998 г. Десетилетие по-късно, след анкета той е класиран на седмо място като най-добър американски епичен филм. През 1990 г. филмът е избран и съхраняван от Националния филмов регистър на Библиотеката на Конгреса на Съединените щати като „културно, исторически или естетически значим“. Печели първите награди Оскар за изключителна продукция и най-добър режисьор.